# Tommy Robredo

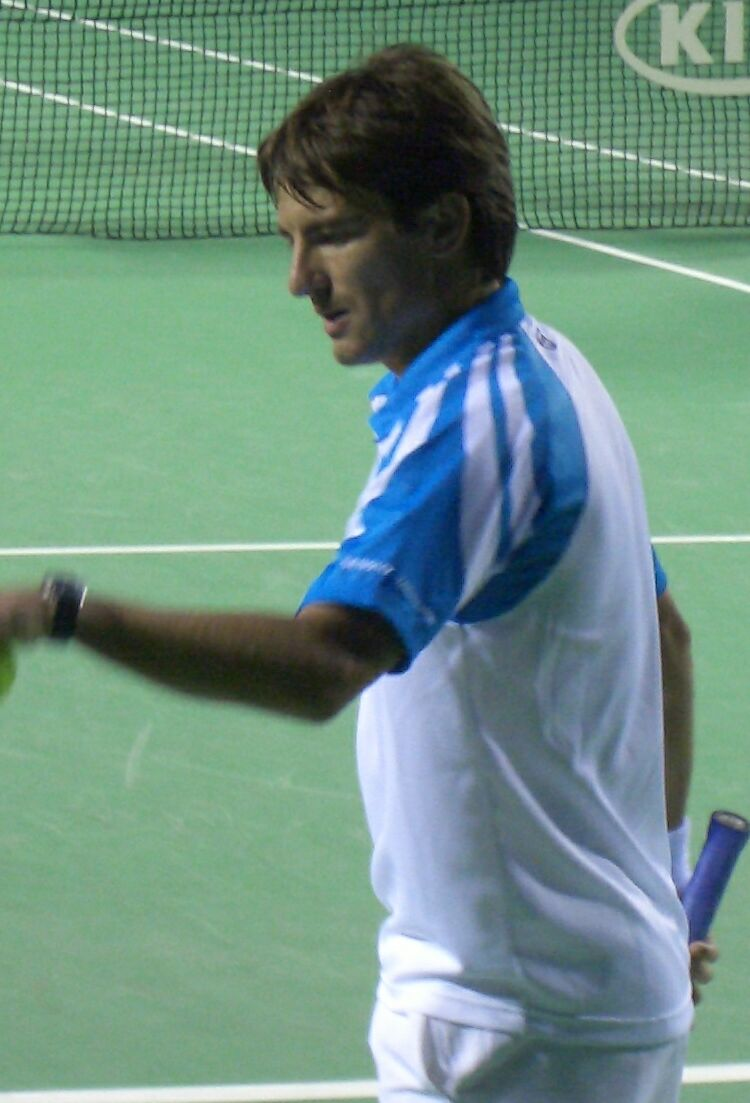
Robredo la Australian Open în 2006.

Tommy Robredo Garces (n. 1 mai 1982, Hostalric⁠(d), Catalonia, Spania) este un jucător profesionist de tenis din Spania. La 7 mai 2006, Tommy era cotat ca fiind numărul 10 în lume, ajungând în primii zece jucători mondiali pentru prima dată. Pe 22 mai, a fost cotat ca numărul 7 mondial, cea mai înaltă clasare din carieră.
Robredo a început să joace tenis în mod curent la vârsta de 5 ani, când familia sa s-a mutat la Olot, tatăl său devenind conducătorul clubului local de tenis. A fost antrenat de tatăl său până în 1996, când s-a mutat la Centre d'Alt Rendiment Sant Cugat din Barcelona, un centru pentru tinerele talente sportive din Spania. A devenit jucător profesionist în anul 1998 și este antrenat acum de Mariano Monachesi.
În 21 mai 2006, el a câștigat primul său titlu ATP Masters Series la Hamburg.